# Ramularia
Ramularia — рід патогенних грибів родини Mycosphaerellaceae. Назва вперше опублікована 1833 року.

## Опис
Ramularia collo-cygni спричиняє хворобу рамуляріоз – грибкова хвороба, яка уражає ячмінь, передусім верхнє листя після цвітінняю.
Ramularia tulasnei Sacc. - збудник білої плямистості суниці садової в конідіальній стадії. Його сумчаста стадія — Mycosphaerella fragariae (Tul.) Lind. 